# Bisnaga

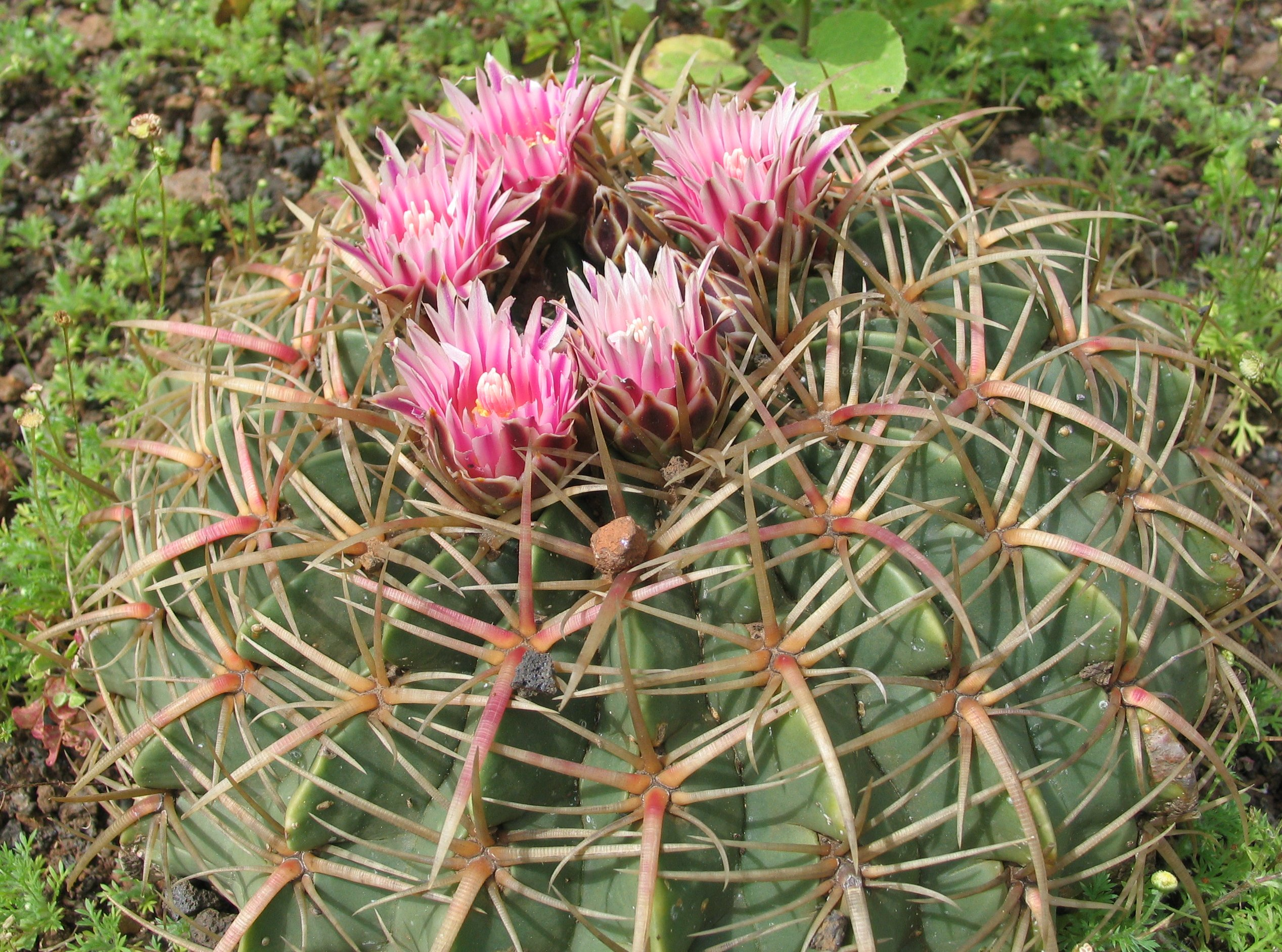
Virágzó Ferocactus macrodiscus

A bisnaga (visnaga) a kaktuszgyümölcsök egyik fajtája, a sünkaktuszok (Echinocactus spp.) és a hordókaktuszok (Ferocactus spp.) Bisnaga fajsorába sorolt fajok termése. A Bisnaga fajsort gyakran két csoportra bontják (a fajsorok, illetve csoportok szétválasztásában némi bizonytalansággal):
1. Glaucescens csoport:
- Ferocactus alamosanus (ez egyes szerzők szerint a Ferocactus fajsor tagja)[1]
- Ferocactus echidne
- Ferocactus flavovirens
- Ferocactus glaucescens
- Ferocactus schwarzii

2. Latispinus csoport:
- Ferocactus haematacanthus
- Ferocactus hamatacanthus
- Ferocactus histrix
- Ferocactus latispinus
- Ferocactus macrodiscus

Csoportba sorolása bizonytalan:
- Ferocactus recurvus
- Ferocactus lindsayi

A bisnagák viszonylag hamar beérnek, akár 2–3 hónap alatt is. Az édes gyümölcsöt a helybeliek nyersen és feldolgozva is szívesen eszik.
A F. pilosus lédús termése meglehetősen savanyú, ezért gyakran a citromot helyettesítik vele; a piacokon „visnaga de limón” néven kínálják.
A jól fejlett bimbókból gyakran zöldségkonzervet, illetve befőttet készítenek.